# George Jacob Benner
George Jacob Benner (* 13. April 1859 in Gettysburg, Pennsylvania; † 30. Dezember 1930 ebenda) war ein US-amerikanischer Politiker. Zwischen 1897 und 1899 vertrat er den Bundesstaat Pennsylvania im US-Repräsentantenhaus.

## Werdegang
George Benner besuchte die öffentlichen Schulen seiner Heimat. Im Jahr 1878 absolvierte er das Pennsylvania College, ebenfalls in Gettysburg. Danach unterrichtete er für einige Zeit als Lehrer. Nach einem Jurastudium und seiner 1881 erfolgten Zulassung als Rechtsanwalt begann er in Gettysburg in diesem Beruf zu arbeiten. Gleichzeitig schlug er als Mitglied der Demokratischen Partei eine politische Laufbahn ein. Im Jahr 1886 nahm er als Delegierter an deren regionalem Parteitag für Pennsylvania teil.
Bei den Kongresswahlen des Jahres 1896 wurde Benner im 19. Wahlbezirk von Pennsylvania in das US-Repräsentantenhaus in Washington, D.C. gewählt, wo er am 4. März 1897 die Nachfolge des Republikaners James Alonzo Stahle antrat. Da er im Jahr 1898 auf eine weitere Kandidatur verzichtete, konnte er bis zum 3. März 1899 nur eine Legislaturperiode im Kongress absolvieren. Diese war von den Ereignissen des Spanisch-Amerikanischen Krieges von 1898 geprägt.
Nach dem Ende seiner Zeit im US-Repräsentantenhaus praktizierte George Benner wieder als Anwalt in Gettysburg, wo er am 30. Dezember 1930 verstarb.